# Carreras (Arecibo)
Carreras es un barrio ubicado en el municipio de Arecibo en el estado libre asociado de Puerto Rico. En el Censo de 2010 tenía una población de 1226 habitantes y una densidad poblacional de 121,25 personas por km².

## Geografía
Carreras se encuentra ubicado en las coordenadas 18°23′6″N 66°40′47″O / 18.38500, -66.67972. Según la Oficina del Censo de los Estados Unidos, Carreras tiene una superficie total de 10.11 km², de la cual 9.76 km² corresponden a tierra firme y (3.46%) 0.35 km² es agua.

## Demografía
Según el censo de 2010, había 1226 personas residiendo en Carreras. La densidad de población era de 121,25 hab./km². De los 1226 habitantes, Carreras estaba compuesto por el 84.99% blancos, el 9.05% eran afroamericanos, el 3.43% eran de otras razas y el 2.53% pertenecían a dos o más razas. Del total de la población el 99.1% eran hispanos o latinos de cualquier raza.